# Cyclohexaanhexon
Cyclohexaanhexon (CHH), ook wel als hexaketocyclohexaan, trichinoyl of (<Engels) triquinoyl benoemd, is een organische verbinding met de formule {\displaystyle {\ce {C6O6}}}. Het kan gezien worden als het zesvoudige keton van cyclohexaan of het hexameer van koolstofmonoxide. Met deze laatste beschrijving is het ook duidelijk een koolstofoxide.
Verwacht wordt dat de verbinding zeer instabiel zal zijn, in tegenstelling tot het zwavel-analogon, cyclohexaanhexathion. Tot 1999 is het alleen als geïoniseerd deeltje waargenomen tijdens massaspectrimetrische bepalingen.
HCC de laatste stap in de oxidatie van benzeenhexol naar cyclohexaanhexon.
|              | {\displaystyle {\ce {->[{\ce {oxidatie}}][{\ce {}}]}}} |                                   | {\displaystyle {\ce {->[{\ce {oxidatie}}][{\ce {}}]}}} |              | {\displaystyle {\ce {->[{\ce {oxidatie}}][{\ce {}}]}}} |                  |
| Benzeenhexol |                                                        | Tetrahydroxy-1,4-benzochinon THBQ |                                                        | Rhodizonzuur |                                                        | Cyclohexaanhexon |

## Verwante verbindingen
CHH kan gezien worden als het ongeladen evenbeeld van het rhodizonaat-ion of het viervoudige anion van Tetrahydroxy-1,4-benzochinon, respectievelijk {\displaystyle {\ce {C6H6^{2-}}}} en {\displaystyle {\ce {C6H6^{4-}}}}. Het éénwaardige anion, {\displaystyle {\ce {C6H6^{-}}}}, ontstaan door oligomerisatie van koolstofmonoxide via molybdeen-carbonyl-complexen is aangetoond in de massaspectrometer.
Röntgendiffractie heeft aangetoond dat de verbinding die onder de naam cyclohexaanhexon-octahydraat (of daarvan afgeleide namen) verhandeld wordt, beter beschreven kan worden als cyclohexaandodecanoldihydraat kan worden: de ketongroepen zijn alle zes omgezet in geminale diolen. Deze vaste stof ontleed bij 95 °C.
In 1966 is patent verleend op de synthese van verbindingen met de formules {\displaystyle {\ce {C10O8}}} en {\displaystyle {\ce {C14O19}}} die beschreven worden als het product van twee of drie moleculen {\displaystyle {\ce {C6O6}}}. De stoffen zouden zijn ontstaan door de stamverbinding in heet water met UV-licht te bestralen.

## Tichinoyl/triquinoyl therapie
In de late jaren 40 van de 20e eeuw werd beweerd dat "triquinoyl", een trimeer van het door William Frederick Koch gebruikte glyoxylide, net zo effectief zou zijn als Kochs verbinding tegen "diabetes, artritis, poliomyelitis en zelfs kanker". Hoewel er geen research bekend is (1999) die deze claims ondersteunen, en Kochs medicijn uit louter gedestilleerd water bleek te bestaan, wordt triquinoyl nog steeds als een van de componenten genoemd in sommige in de alternatieve geneeswijzen gebruikte medicijnen.